# Giovane Santana
Giovane Santana do Nascimento (Santa Bárbara d'Oeste, São Paulo, Brasil; 24 de noviembre de 2003) es un futbolista brasileño. Juega de delantero y su equipo actual es el Hellas Verona F. C. de la Serie A de Italia.

## Trayectoria
Tras un paso por las inferiores del Red Bull Brasil, Giovane se unió al Capivariano y debutó en el Campeonato Paulista Série A3 el 29 de abril de 2021 ante el Linense a los 17 años.
Tras disputar ocho encuentros y anotar un gol en el Capivarian, Giovane fue cedido al equipo sub-20 del Corinthians. Tras sus actuaciones en las inferiores, el delantero debutó en la Serie A con el primer equipo el 10 de abril de 2022 en la victoria de visita por 3-1 sobre el Botafogo. El primer gol de Giovane con el Corinthians lo marcó en un partido contra el Vasco da Gama el 28 de noviembre de 2023, en el Campeonato Brasileño. El encuentro se disputó en el São Januário y el Corinthians ganó 4-2.
Dejó el Alvinegro, donde disputó 47 partidos, con tres goles, una asistencia y el título del Paulistão 2025.
El 8 de julio de 2025, fue anunciado como nuevo jugador del Hellas Verona de la Serie A italiana.

## Selección nacional
Fue citado al Campeonato Sudamericano Sub-20 de 2023

## Estadísticas
Actualizado al último partido disputado el 13 de noviembre de 2022
| Club                 | Div.          | Temporada     | Liga  | Liga  | Liga estatal | Liga estatal | Copas nacionales | Copas nacionales | Copas internacionales | Copas internacionales | Total | Total |
| Club                 | Div.          | Temporada     | Part. | Goles | Part.        | Goles        | Part.            | Goles            | Part.                 | Goles                 | Part. | Goles |
| -------------------- | ------------- | ------------- | ----- | ----- | ------------ | ------------ | ---------------- | ---------------- | --------------------- | --------------------- | ----- | ----- |
| Capivariano · Brasil | 3.ª reg.      | 2021          | —     | —     | 8            | 1            | —                | —                | —                     | —                     | 8     | 1     |
| Capivariano · Brasil | Total club    | Total club    | 0     | 0     | 8            | 1            | 0                | 0                | 0                     | 0                     | 8     | 1     |
| Corinthians · Brasil | 1.ª           | 2022          | 10    | 0     | —            | —            | 4                | 0                | 2                     | 0                     | 16    | 0     |
| Corinthians · Brasil | Total club    | Total club    | 10    | 0     | 0            | 0            | 4                | 0                | 2                     | 0                     | 16    | 0     |
| Total carrera        | Total carrera | Total carrera | 10    | 0     | 8            | 1            | 4                | 0                | 2                     | 0                     | 24    | 1     |